# Kultura Cishan

Obszar występowania kultury Cishan

Kultura Cishan (chiń. 磁山文化; pinyin Císhān wénhuà) – chińska kultura wczesnoneolityczna, rozwijająca się na obszarze południowej części dzisiejszej prowincji Hebei, datowana na okres ok. VIII–V w. p.n.e. Nazwa pochodzi od pierwszego jej stanowiska, odkrytego w 1973 roku.
Wykazuje wiele cech wspólnych z sąsiednią kulturą Peiligang. Charakteryzuje ją ręcznie lepiona ceramika zdobiona odciskami sznura oraz przemysł kamienny gładzony z siekierami i nożami. Uprawiano proso, magazynowane w jamach, a także prowadzono hodowlę trzody chlewnej, psów i kur.